# Теплик
Те́плик — селище в Україні, у Гайсинському районі, адміністративний центр Теплицької громади Вінницької області, близько 6 тисяч мешканців; колись заштатне містечко Гайсинського повіту Подільської губернії. До 2020 року також центр Теплицького району. Харчова промисловість, виробництво цегли, залізобетонних конструкцій. Шлях до облцентру в основному проходить трасою М12, який збігається із єврошосе E50.

## Походження назви
Вважають, що таким чином оцінювали мужність і стійкість жителів, які власними силами боронили своє поселення від ворогів і різних нападників. Підтвердженням існування другої назви є карта України, складена всередині XVII ст. французьким інженером Бопланом. На ній, на місці Теплика, польською мовою зазначено Smilgorod. Але надалі все ж прижилась назва Теплик.
Населення Теплика (Смілгород) займалося землеробством і ремеслом, переважно чинбарством, чоботарством і ковальською справою. Оскільки селище постійно перебувало під загрозою ворожих нападів, жителі завжди були готові дати відсіч нападникам. Вони самі виготовляли зброю і власними силами боронили свої житла. Поселення отримало другу назву — Смілгород — на честь героїзму та стійкості його жителів у боротьбі з ворогом.

## Географія
Селищем протікає річка Теплик — права притока Удичу.
Поблизу селища розташований ландшафтний заказник місцевого значення —Турчинський ліс.
У самому селищі знаходяться ботанічні пам'ятки природи місцевого значення:Покровський парк та Смілгородський парк.

## Історія

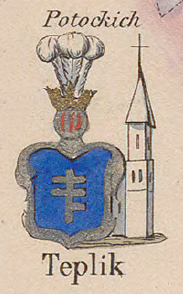
Теплик на мапі Зигмунда Герстмана

Перша письмова згадка (де, яка?) про Теплик належить до XV століття. Історичні джерела свідчать, що поселення виникло, як укріплений прикордонний пункт Литовського князівства. Підземні ходи й печери, що були вириті в ті часи, збереглися й досі. У них жителі ховали своє майно під час нападів татарських орд. Факт існування Теплика наприкінці XV століття підтверджується тим, що в цей час був наданий привілей великого князя та польського короля Олександра заможній родині Кишок. У XV—XVI ст. Теплик був невеличким містечком, яке зазнало частих руйнувань під час ворожих нападів.
У 1582 році власники Теплика Іван та Андрій Кішки розділили володіння і незабаром воно стає власністю князя Острозького. Протягом 1609—1645 років Теплик переходив з рук у руки. У 1645 році Теплик переходить до Жабокрицьких, згодом до Самуеля Калиновського.
Під час визвольної війни українського народу 1648—1657 років Теплик входив до складу Уманського полку. [джерело?].
За Андрусівським перемир'ям Теплик залишився під владою Польщі. У 70-х роках XVIII століття Тепликом і навколишніми селами почали володіти магнати Потоцькі. Після смерті Фелікса Потоцького Теплик отримала Софія, його третя дружина — гречанка, якій перейшло у спадок 32 000 кріпаків чоловічої статі. Після смерті Софії в 1822 році поміщиком у Теплику був її син Станіслав, батько володарки Теплика з 1862 року Олександри (пом. 1892), ім'ям названо нинішнє село Саша).
Населення Теплика займалося головним чином землеробством і ремеслом, переважно чинбарством, шевською справою, ковальством. Були і торговці. Історики, дослідники, численні джерела так пояснюють походження назви міста Теплик. Найбільш поширена і найдавніша думка, що Теплик дістав свою назву від природних умов краю. Про це стверджують ряд письмових джерел польського, російського, релігійно-церковного походження. В них поширена версія про те, що назва Теплик зумовлена назвою невеличкої річки або струмочка Теплик, Тепличка.
Були часи, коли Теплик мав іншу назву — Смілгород. Вважають, що цим самим оцінювалася мужність і стійкість жителів, які власними силами боронили своє поселення від ворогів і різних нападників. Давнє поселення м. Теплика було невеликим за площею, воно займало тільки кут, своєрідний трикутник, утворений злиттям річок Свинарки й Теплички. Зливаються вони в долині за 300 метрів від пагорбу, на якому міститься центр Теплика, в річку, що є притокою р. Удич.
Наприкінці XVII ст. поселення стало розростатися вверх і вниз по течії річок і досягло до шести верст. На півдні воно злилося з с. Бджільна, а на півночі досягло межі, де розташована новозбудована в 1775—1813 р.р. кам'яна церква — тепер приміщення музичної школи.
Розташований на перехресті торговельних шляхів, Теплик у XVII—XIX ст. стає значним торгово-ремісничим пунктом. 300-літній ювілей Теплик зустрів уже в складі Російської імперії. Але вередлива фортуна піднесла йому не дуже приємний сюрприз — він стає заштатним містечком Гайсинського повіту Подільської губернії У 20-30 pp. XIX ст.. на Поділлі знову розгорнувся рух селян проти кріпацтва. Поблизу Теплика діяли повстанські загони Устима Кармелюка. У XX століття, свій 500-літній період розвитку Теплик вступив, щоб обновитися, зрости матеріально і духовно.
14 березня 1919 р. через Теплик проходив Кінний полк ім. Петра Болбочана Армії УНР, перейменований згодом на Кінний полк Чорних Запорожців. Тут козаки знайшли тіла 20 своїх товаришів із 2-го пішого полку ім. Гетьмана Мазепи, що загинули у бою з окупаційними військами більшовиків 18 березня 1919 р. Кінний полк ім. Петра Болбочана несподівано напав на Теплик, де козаки перебили батальйон ворожої піхоти, що відпочивала і саме милася у лазні.
3 1923 року Теплик — районний центр.
З перших днів Німецько-радянської війни в райцентрі для боротьби з німецькими шпигунами та диверсантами було створено винищувальний батальйон у складі 200 чоловік. Понад 600 тепличан пішли на фронт, жителів Теплицького району — понад 9 тисяч, більше 5 тисяч загинуло. Більше 7 тисяч колишніх фронтовиків удостоєні воєнних нагород. У Теплику було утворено перший на Вінниччині партизанський загін. Організатором підпільної боротьби став колишній агроном райземвідділу А. К. Микитенко.
Діяло гетто, куди нацистами насильно зганялися євреї для компактного мешкання та подальших репресій.
У роки повоєнних п'ятирічок одночасно з відновленням старих, зруйнованих підприємств будуються нові, зокрема ті, що переробляють сільськогосподарську продукцію. В селищі побудовано нові приміщення комбінату побутового обслуговування, районної ради, відділу внутрішніх справ, редакції газети «Вісті Тепличчини» і районної друкарні, районної лікарні, райсанепідемстанції, насіннєвої інспекції, державної податкової інспекції, дитячого садка, ЗОШ № 1, Будинку культури і бібліотеки та інших. За останні 20 років побудовано торговельний центр, кулінарну фабрику, ковбасний цех і цех безалкогольних напоїв.
12 червня 2020 року, відповідно розпорядження Кабінету Міністрів України № 707-р «Про визначення адміністративних центрів та затвердження територій територіальних громад Вінницької області», село увійшло до складу Теплицької селищної громади.
19 липня 2020 року, в результаті адміністративно-територіальної реформи і ліквідації Теплицького району, село увійшло до складу Гайсинського району.

## Населення

### Мова
Розподіл населення за рідною мовою за даними :
| Мова            | Кількість | Відсоток |
| --------------- | --------- | -------- |
| українська      | 6651      | 98.72%   |
| російська       | 71        | 1.05%    |
| вірменська      | 4         | 0.06%    |
| румунська       | 4         | 0.06%    |
| єврейська       | 3         | 0.05%    |
| білоруська      | 2         | 0.03%    |
| інші/не вказали | 2         | 0.03%    |
| Усього          | 6737      | 100%     |

## Відомі люди

### Народилися
- Бельтюкова Клавдія Гнатівна — український біолог;
- Каплун Леонід Ізраїльович — український шахіст, тренер;
- Коптюх Володимир Васильович — український науковець у галузі медицини.
- Дейв Таррас (1895—1989) — американський клезмерський кларнетист та керівник оркестру, учасник відродження клезмерської музики.

Пов'язані:

- Герасименко Олена Василівна — поетеса, член Національної спілки письменників України;
- Приймасюк Тетяна Євменівна — поетеса, член Національної спілки письменників України.
- Клариса Ліспектор — бразильська письменниця українсько-єврейського походження.

## Галерея

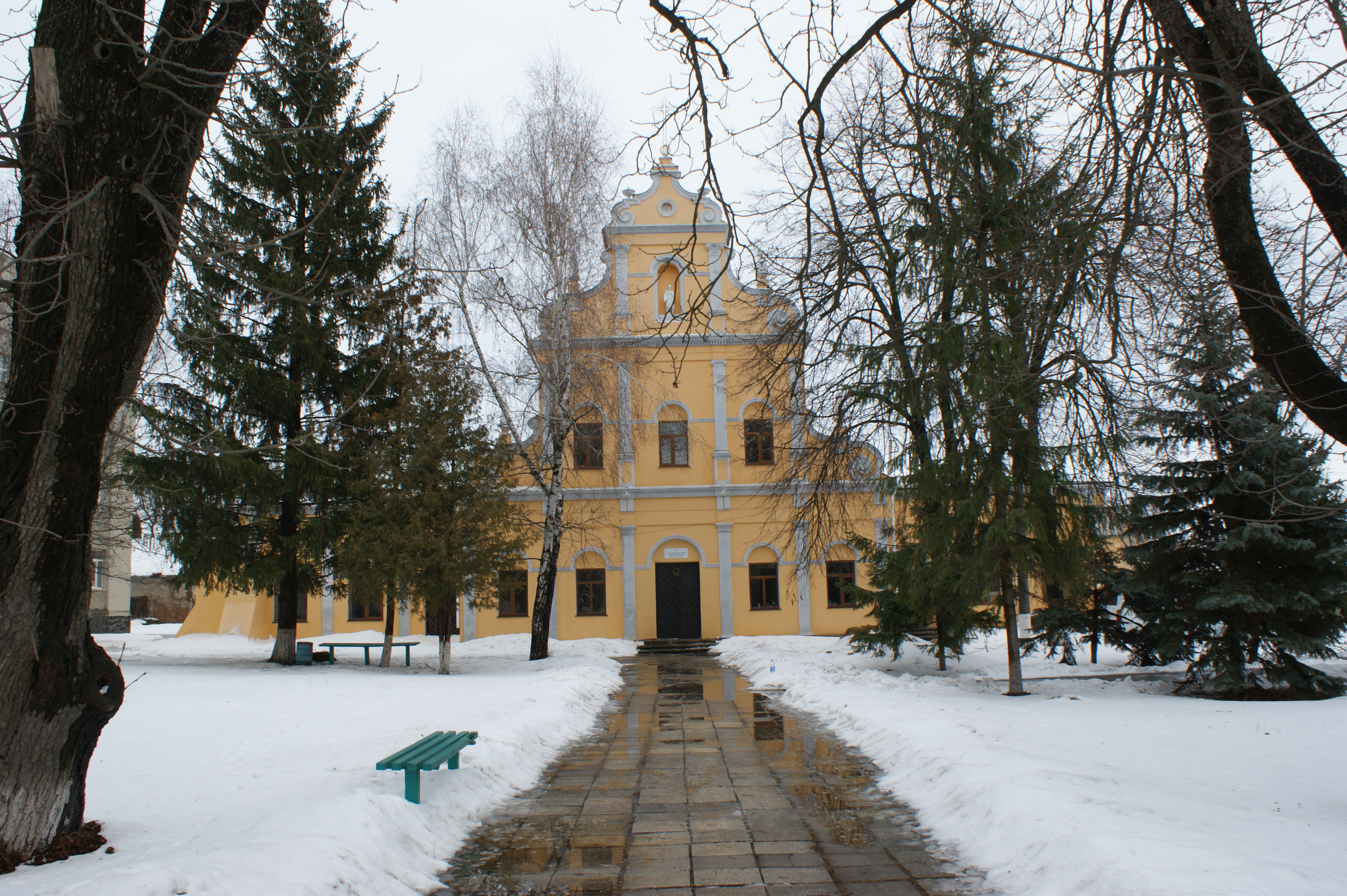
Костел
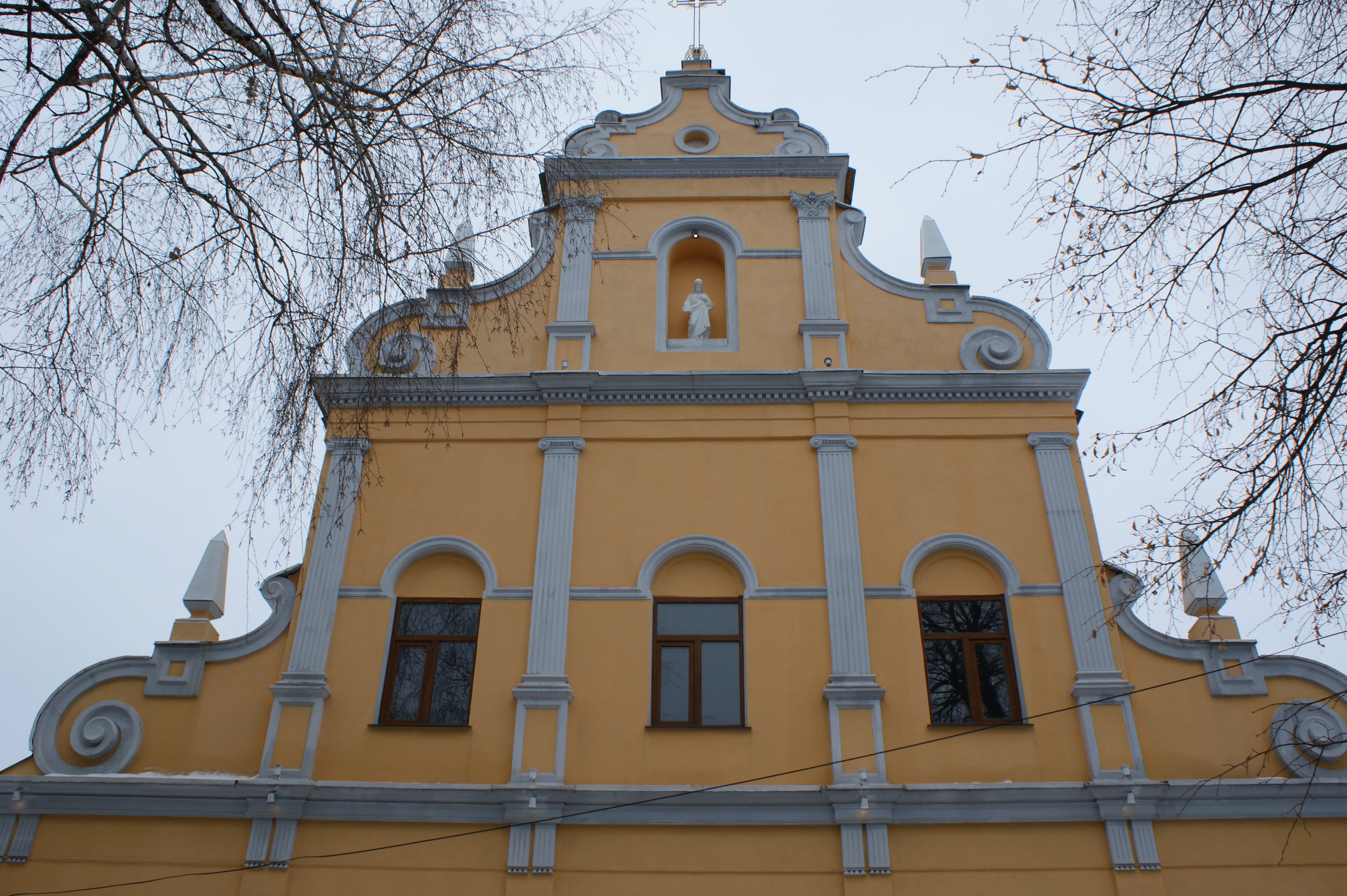
Будівля костелу
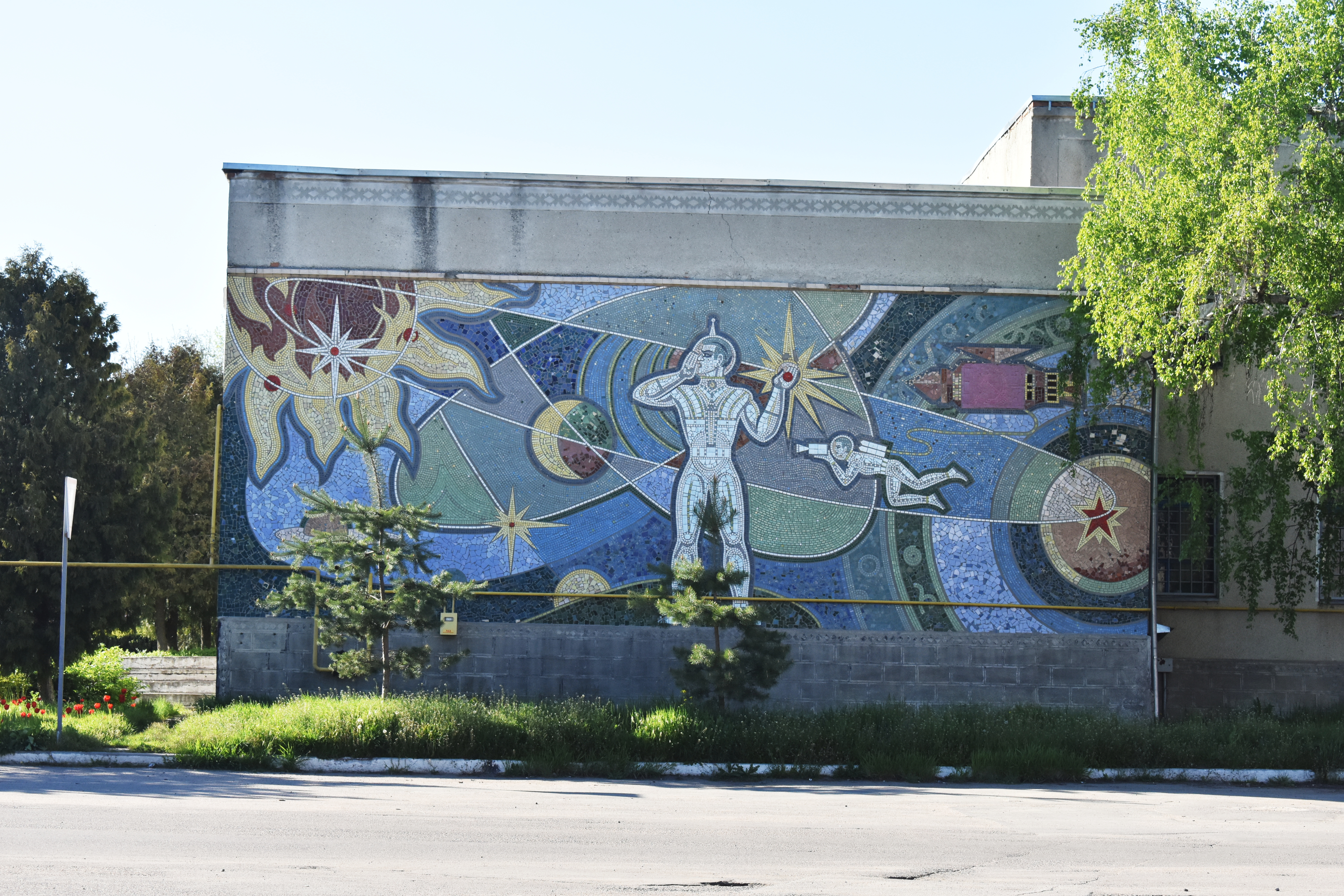
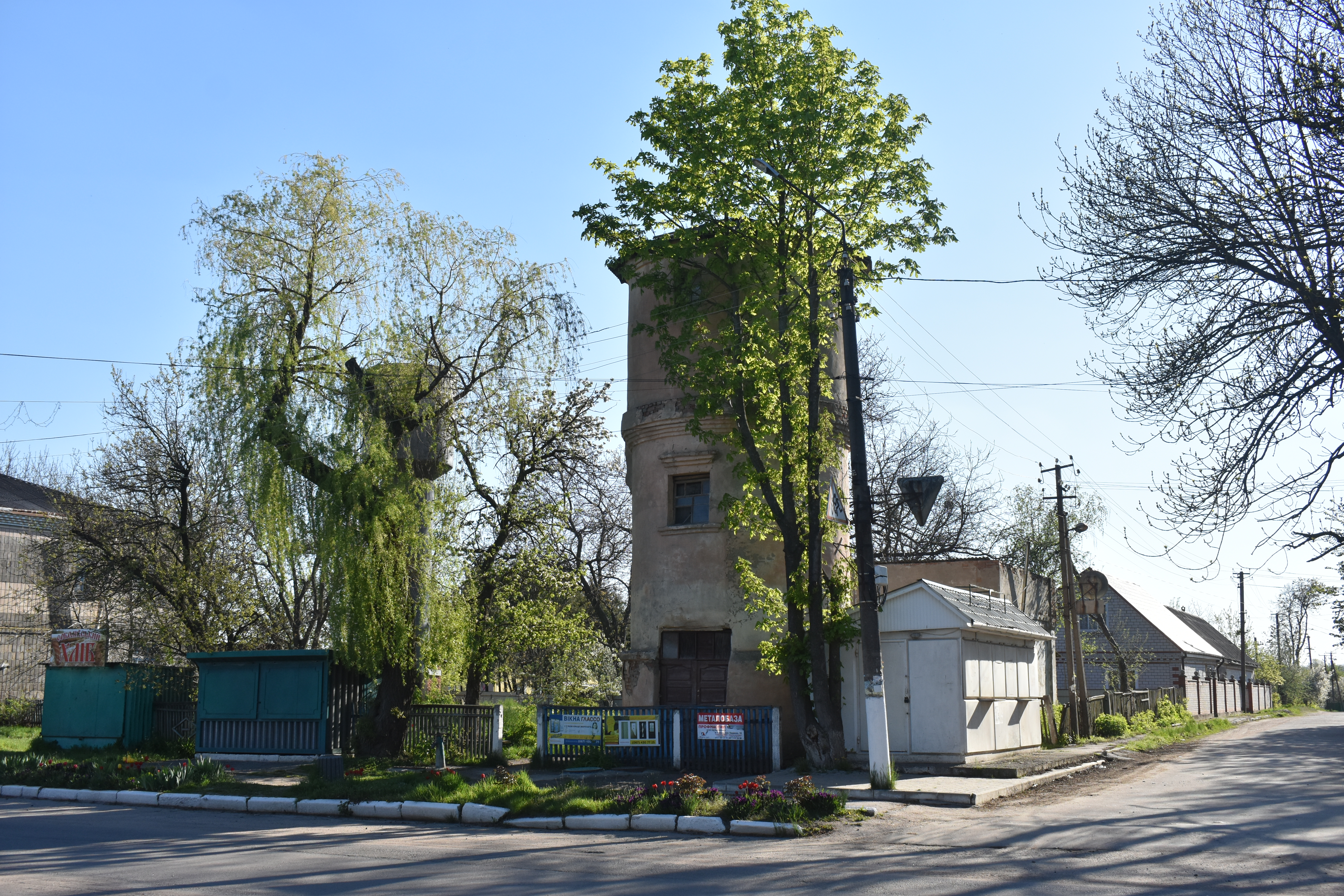
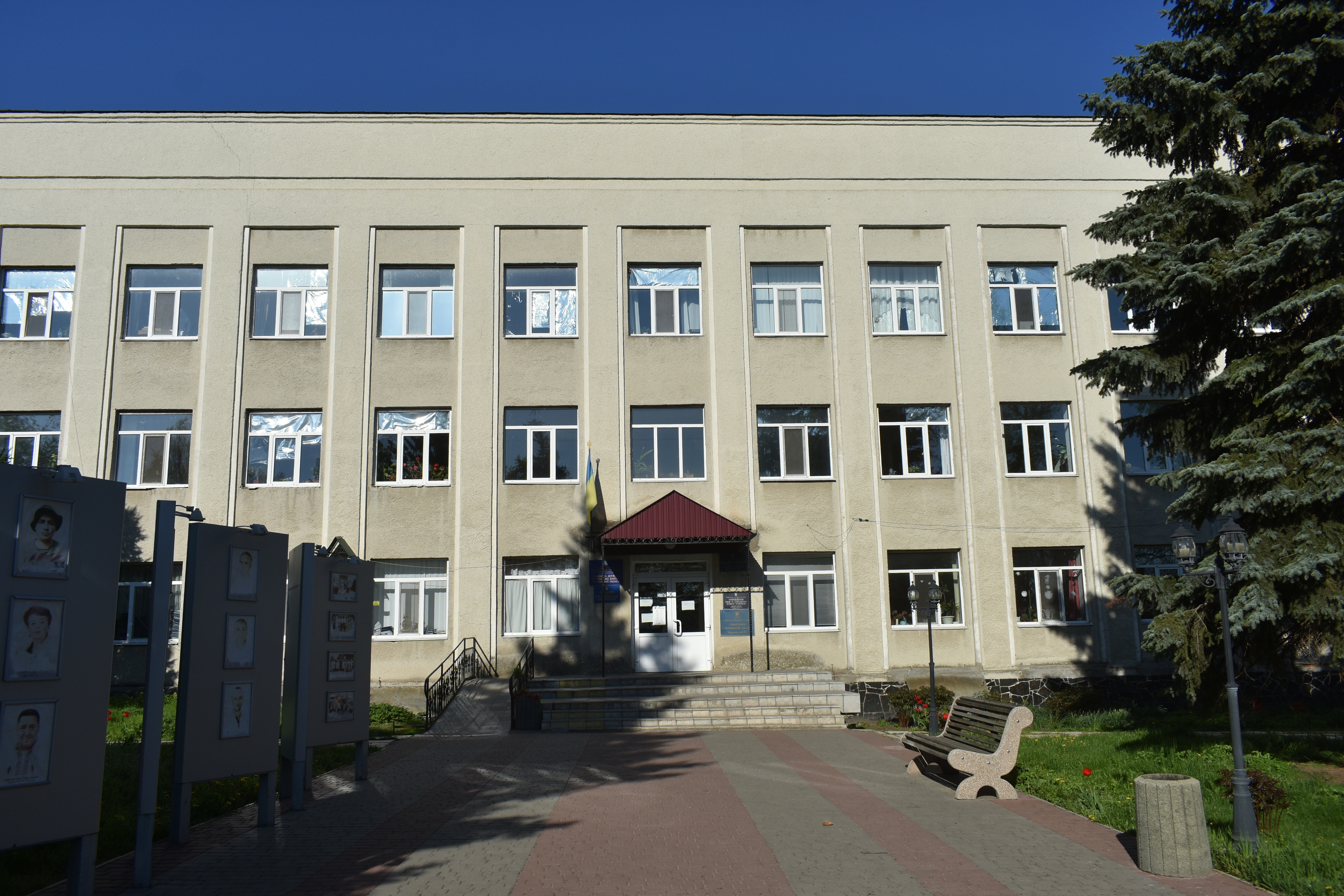
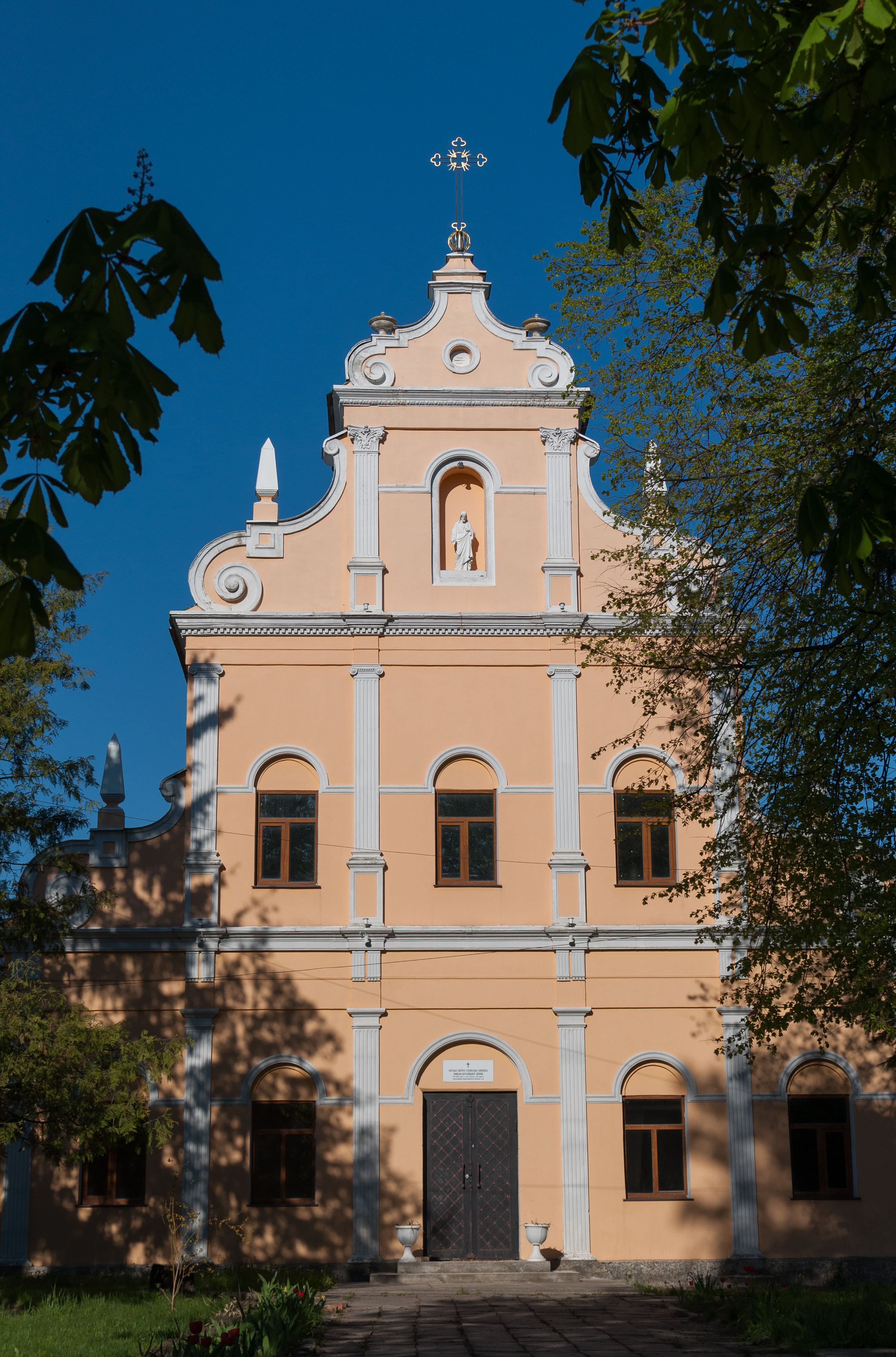
Костел св. Станіслава